# Derdelijnsbehandeling
Een derdelijnsbehandeling is een behandeling voor een bepaalde aandoening (zoals een vorm van kanker). Een derdelijnsbehandeling wordt ingezet wanneer zowel de eerstelijnsbehandeling als tweedelijnsbehandeling niet (meer) voldoende effectief blijken om de aandoening te genezen.
Meestal is een derdelijnsbehandeling er niet meer op gericht om de aandoening te genezen, maar de kwaliteit van leven te ondersteunen tot de patiënt aan de aandoening overlijdt. De patiënt is dan "uitbehandeld" en de behandeling wordt ook wel palliatief genoemd. 
De bijwerkingen van de derdelijnsbehandeling zijn vaak milder dan bij de tweedelijnsbehandeling. Het aantal beschikbare behandellijnen kan echter verder oplopen.